# Kampf in der Villa Fiorita
Kampf in der Villa Fiorita ist ein 1964 in Italien entstandener, britisch-amerikanischer Spielfilm des Hollywood-Veterans Delmer Daves, dessen letzte Inszenierung dies war. Die Familiengeschichte mit moral- und wertekonservativer Botschaft basiert auf dem Roman The Battle of the Villa Fiorita (1963) von Rumer Godden. Maureen O’Hara und Rossano Brazzi spielen die Hauptrollen eines nicht miteinander verheirateten Liebespaars, die 13-jährige Olivia Hussey (drei Jahre später die Julia in Zeffirellis Romeo und Julia) gab hier mit der Rolle von Brazzis Filmtochter Donna ihren Einstand vor der Kamera.

## Handlung
Moira Clavering ist eine „typische“ britische Mittelschicht-Hausfrau mittleren Alters, verheiratet mit einem häufig auf Reisen befindlichen, steiflippigen Engländer namens Darrell. Sie ist auch Mutter zweier Kinder mit Namen Michael und Debbie. Eines Tages lernt sie den italienischen Konzertpianisten Lorenzo Tassara während einer der zahlreichen Abwesenheiten ihres Gatten kennen und verliebt sich in den überaus charmanten Südländer. Beide beginnen eine Liaison. Als Darrell von der Affäre seiner Frau erfährt, schlägt er ihr sachlich vor, mit ihrem Liebhaber nach Italien zu gehen, um vor Ort herauszufinden, was sie eigentlich will und wie es fortan weitergehen soll. Derweil übernimmt Darrell die schwierige Aufgabe, Sohn Michael und Tochter Debbie die Wahrheit über die Ehe der Eltern zu sagen.
Die beiden Teenager sind vom Fortgang ihrer Mutter entsetzt, und Michael kann Debbie davon überzeugen, Moira nach Italien nachzureisen. Um das Reisegeld zusammenzubekommen, bleibt Debbie nichts anderes übrig, als ihr kleines Pony zu verkaufen. Vor Ort angekommen, konfrontieren sie ihre Mutter und ihren Liebhaber Lorenzo in dessen hochherrschaftlichem, mediterranen Domizil an der Riviera, der Villa Fiorita, mit ihrer Anwesenheit, die alles andere als harmonisch sein werde. Als zu dem bunt zusammengewürfelten Trupp auch noch die Tochter des Maestros, die heranwachsende Donna, stößt, verbünden sich die Jugendlichen miteinander. Vor allem die beiden Mädchen sind sich in ihrer Absicht vollkommen einig: Ihr aller Ziel ist nichts anderes, als diese in ihren Augen “Mèsalliance” zwischen den beiden Erwachsenen so schnell wie möglich zu beenden. Der Kampf in der Villa hat begonnen.
Die drei Kinder spulen mit Impertinenz und Hartnäckigkeit das gesamte Programm jugendlicher Insubordination herunter: von ausgesuchten Wutanfällen bis hin zu veritablen Hungerstreiks. Lorenzo hat derweil längst Darrell in London angerufen und versichert ihm, dass es den Kindern gut gehe und dass er Michael und Debbie bei nächster Gelegenheit zurückschicken werde. Da wird Michael plötzlich krank, und die Rückkehr muss verschoben werden. Bald drehen der wieder genesene Michael gemeinsam mit Debbie und Donna an der Eskalationsschraube, sodass Moira in nackter Verzweiflung Debbie und Lorenzo aus ebensolchem Grund Donna schlägt. Als all ihre bisherigen Maßnahmen fehlschlagen, segeln Michael und Donna während eines Sturms aufs Meer hinaus und ertrinken dabei beinahe. Die Kinder werden im letzten Moment gerettet, und Moira wie Lorenzo wird klar, dass sie den Kampf in der Villa Fiorita um ihr beider Liebesglück verloren haben: Die Engländerin wird an Heim und Herd in London zurückkehren und ihr Leben an der Seite ihrer beiden Kinder und des grundsoliden Gatten verbringen. Der Traum von mediterraner Seligkeit unter südlicher Sonne in der Villa Fiorita erwies sich letztlich nur als kurzes, illusionäres Intermezzo.

## Produktionsnotizen
Kampf in der Villa Fiorita entstand 1964 unter anderem am Gardasee in Italien und wurde am 27. Mai 1965 in New York uraufgeführt. Die deutsche Premiere fand am 12. November 1965 statt.
Carmen Dillon gestaltete die Filmbauten.

## Synchronisation
| Rolle         | Darsteller      | Synchronsprecher       |
| ------------- | --------------- | ---------------------- |
| Moira         | Maureen O’Hara  | Tilly Lauenstein       |
| Lorenzo       | Rossano Brazzi  | Friedrich Schoenfelder |
| Darrell       | Richard Todd    | Eckart Dux             |
| Margot        | Phyllis Calvert | Agi Prandhoff          |
| Pater Rossi   | Ettore Manni    | Rainer Brandt          |
| Reisekaufmann | Richard Wattis  | Heinz Petruo           |
| Celestina     | Clelia Matania  | Tina Eilers            |

## Kritiken
In der New York Times schrieb Eugene Archer, Regisseur Delmer „Daves ist Hollywood durch und durch. Er ist so ziemlich der einzige Mann, der immer noch gute altmodische Schnulzen für die Damenwelt herstellt, und das mit Sinn für Humor und einem gewissen Flair. Sein neuester Film wurde in schicken Farben an der üppigen italienischen Riviera gedreht und mit angemessenen Geigenklängen untermalt (…) Miss O’Hara, souverän und rothaarig wie immer, ist ziemlich effektiv als die emotionsgeladene Frau, die versucht, einen häuslichen Haushalt für ihre verbotene Liaison zu gründen. Herr Brazzi, der mittlerweile an seine Rolle als Italiens führende Touristenattraktion gewöhnt sein muss, ist umwerfend höflich. Richard Todd bleibt als verlassener Ehemann mit steifer Oberlippe.“
Der Movie & Video Guide nannte den Film kurz eine „nicht überzeugende Seifenoper“.
Halliwell‘s Film Guide wiederum verortete hier ein „ziemlich lebhaftes, altmodisches Komödiendrama in einer prächtigen mediterranen Villa“, wo ein „Happy End zu keiner Zeit in Frage steht“.
Im Lexikon des Internationalen Films heißt es: „Pseudoreligiös verbrämte Bestsellerverfilmung voller Trivialitäten.“